# Hansi Flick
Hans-Dieter „Hansi“ Flick (* 24. Februar 1965 in Heidelberg) ist ein ehemaliger deutscher Fußballspieler und heutiger Fußballtrainer.
Als Spieler absolvierte er für den FC Bayern München und den 1. FC Köln 148 Spiele in der Bundesliga. Die größten Erfolge seiner Spielerkarriere waren die Gewinne der deutschen Meisterschaft 1986, 1987, 1989 und 1990 sowie der Gewinn des DFB-Pokals 1986 jeweils mit dem FC Bayern.
Anschließend startete Flick eine Trainerlaufbahn. Nach Anfängen beim FC Victoria Bammental, der TSG 1899 Hoffenheim und beim FC Red Bull Salzburg arbeitete er über acht Jahre als Assistent von Bundestrainer Joachim Löw, mit dem er bei der Weltmeisterschaft 2014 in Brasilien Weltmeister wurde. Es folgten Stationen als Funktionär beim DFB und der TSG 1899 Hoffenheim, ehe Flick im Sommer 2019 beim FC Bayern München als Co-Trainer von Niko Kovač in den Trainerberuf zurückkehrte. Anfang November 2019 wurde Flick Cheftrainer des FC Bayern, mit dem er in der Folge als zweiter Trainer der Fußballgeschichte (nach Pep Guardiola 2009 mit dem FC Barcelona) das Sextuple aus Meisterschaft, dem nationalen Pokal, der Champions League, dem nationalen Supercup, dem UEFA Super Cup und der Klub-Weltmeisterschaft gewann, ehe 2021 eine weitere Meisterschaft folgte. Von August 2021 bis September 2023 war Flick Bundestrainer. Er betreute die Nationalmannschaft bei der Weltmeisterschaft 2022, bei der man zum zweiten Mal in Folge in der Vorrunde ausschied, und war der erste DFB-Bundestrainer, dessen Amtszeit durch Entlassung vorzeitig beendet wurde. Seit Juli 2024 ist er Cheftrainer des FC Barcelona.

## Karriere als Spieler
Nach Durchlauf der Jugendvereine BSC Mückenloch, SpVgg Neckargemünd und SV Sandhausen zählte Flick ab der Saison 1982/83 zum Oberliga-Kader des SV Sandhausen.
Nach drei Spielzeiten erhielt er als 20-Jähriger einen Lizenzspielervertrag beim FC Bayern München, für den er in fünf Jahren über 100 Bundesligaspiele absolvierte und mit dem er viermal deutscher Meister wurde und einmal den DFB-Pokal gewann. Udo Latteks Assistent Egon Coordes hatte den Mittelfeldspieler damals bei einer Partie Sandhausens gegen Ludwigsburg beobachtet, woraufhin Flick bereits einen Tag später den Kontrakt in München unterzeichnete. Mit dem FC Bayern stand der Kurpfälzer neben Spielern wie Jean-Marie Pfaff, Lothar Matthäus, Michael Rummenigge oder „Wiggerl“ Kögl im Frühjahr 1987 im Endspiel um den Europapokal der Landesmeister. Man verlor mit 1:2 gegen den FC Porto, Flick war der einzige Bayern-Spieler, der ausgewechselt wurde.
Von 1990 bis 1993 stand Flick beim 1. FC Köln unter Vertrag, für den er 44-mal zum Einsatz kam und dabei einen Treffer erzielte. Diverse und langwierige Verletzungen zwangen den Kurpfälzer in die Sportinvalidität. Im September 1992 bestritt er sein letztes Bundesligaspiel; im Jahr darauf beendete Flick mit 28 Jahren seine aktive Profikarriere.
Flick spielte 1983 zweimal für die U18-Nationalmannschaft: am 15. und 17. Mai in Bolton bzw. Liverpool in den Vorrundenspielen der Europameisterschaft beim 1:0-Sieg gegen Schweden und beim 3:1-Sieg gegen Bulgarien.
1994 wurde er Spieler beim FC Victoria Bammental. Bammental ist der Heimatort von Flicks Ehefrau Silke und seit 1994 sein Wohnort. Im Ort eröffnete Flick ein Sportgeschäft und betrieb es bis 2017.

## Karriere als Trainer und Funktionär

### Anfänge
Seine Trainerkarriere begann Flick 1996 als Spielertrainer beim FC Victoria Bammental, der zu dieser Zeit in der Oberliga Baden-Württemberg spielte. Am Ende der Saison 1998/99 stieg der Verein in die Verbandsliga Nordbaden ab, in der Flick noch eine Saison lang tätig war.
Zur Saison 2000/01 übernahm Flick den Trainerposten beim ambitionierten Oberligisten TSG 1899 Hoffenheim und stieg am Saisonende als Staffelmeister in die Regionalliga Süd auf. Seinen Trainerschein erwarb Flick im Jahr 2003 an der Deutschen Sporthochschule in Köln. Gemeinsam mit Thomas Doll wurde er als Jahrgangsbester ausgezeichnet.
Nach den Platzierungen 13, 5, 5, 7 und somit dem mehrmaligen Scheitern beim Versuch in die 2. Bundesliga aufzusteigen, wurde Flick am 20. November 2005 von seiner Trainertätigkeit entbunden. Anschließend arbeitete er unter Giovanni Trapattoni und mit Lothar Matthäus im Trainerstab des FC Red Bull Salzburg.

### Co-Trainer von Bundestrainer Löw

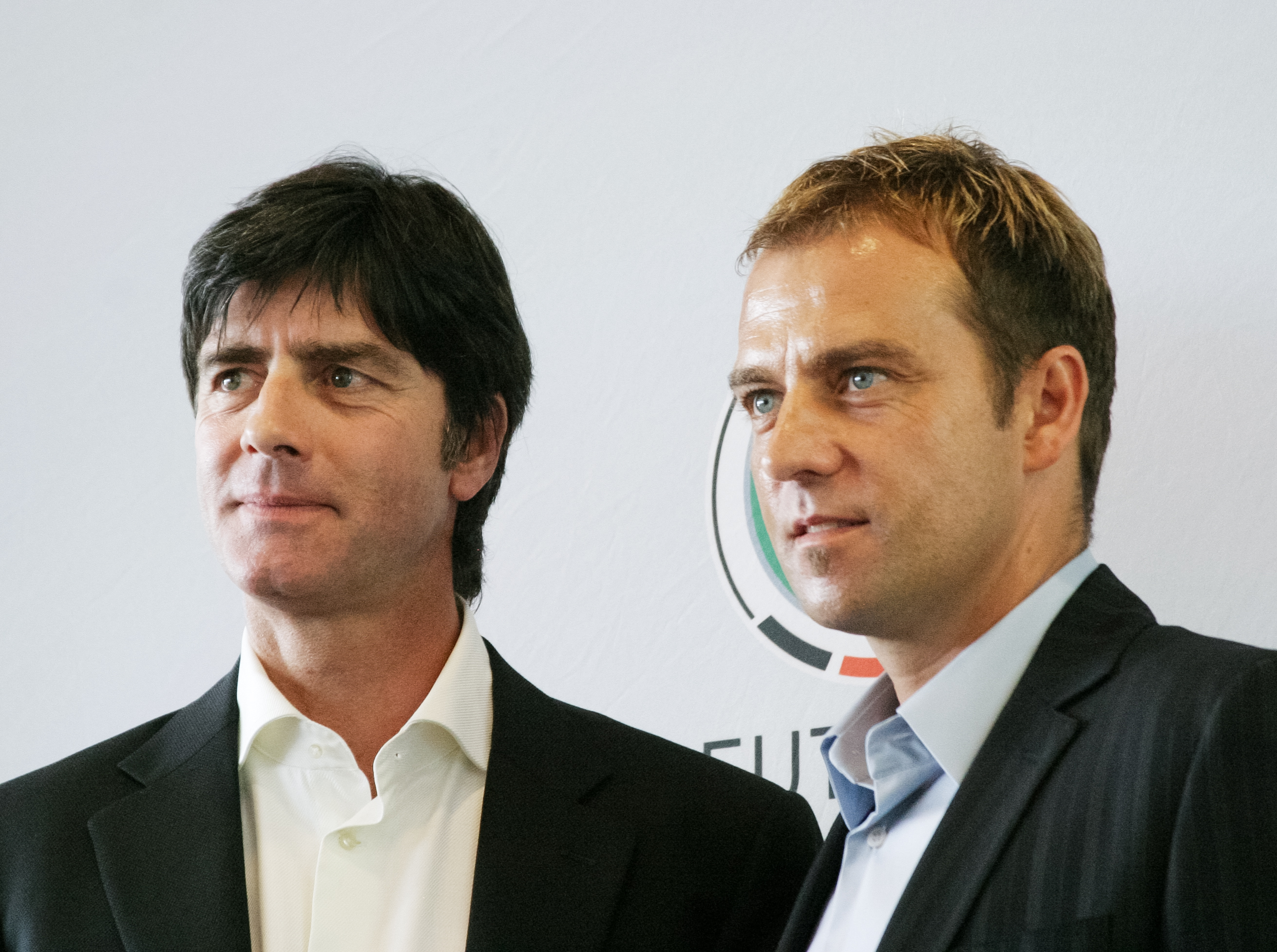
Joachim Löw und Flick bei der Bekanntgabe Flicks als Co-Trainer (2006)

Am 23. August 2006 wurde er vom Deutschen Fußball-Bund zum Assistenten von Bundestrainer Joachim Löw zur Betreuung der deutschen A-Nationalmannschaft berufen. In der entsprechenden öffentlichen Verlautbarung wurde Flick, der bis dahin in keinem Arbeitsverhältnis mit dem DFB gestanden hatte, als Wunschkandidat für das Amt des Assistenztrainers vorgestellt. Zusammen bildeten Löw und Flick das erste Trainergespann der Nationalmannschaft, bei dem beide nie in der Nationalmannschaft gespielt hatten.
Neben seiner Arbeit auf dem Platz war Flick an der Erstellung von Datenbanken, die Informationen über die körperliche und technische Entwicklung der Nationalspieler liefern, beteiligt. Auch für den Nachwuchsbereich der deutschen Fußballnationalmannschaft wurden unter Beteiligung von Flick Datenbanken zur Entwicklung der Spieler erstellt.
Im Viertelfinale der Euro 2008 gegen Portugal war Flick verantwortlicher Trainer der deutschen Mannschaft, da Joachim Löw von der UEFA für dieses Spiel gesperrt worden war; Deutschland gewann das Spiel.
Am 10. November 2010 erhielt er den Bambi in der Kategorie „Ehrenpreis der Jury“, die Laudatio hielt Mesut Özil.
2014 wurde die deutsche Nationalmannschaft mit Flick als Co-Trainer Fußballweltmeister. Da er auf die Gelegenheit, selbst Nationaltrainer zu werden, nicht warten wollte, trat Flick nach dem Titelgewinn als Co-Trainer zurück.

### DFB-Sportdirektor
Nach der Weltmeisterschaft 2014 gab Flick sein Amt als Co-Trainer auf und wechselte zum 1. September 2014 auf den Posten des Sportdirektors beim DFB. Er erhielt dort einen Fünfjahresvertrag bis zum August 2019. Am 16. Januar 2017 verließ er auf eigenen Wunsch den Deutschen Fußball-Bund.

### Geschäftsführer Sport in Hoffenheim
Mit dem Beginn der Saison 2017/18 wurde Flick Geschäftsführer Sport der TSG 1899 Hoffenheim und damit dem langjährigen Direktor Profifußball Alexander Rosen vorgesetzt. Die Zusammenarbeit, die vertraglich auf fünf Jahre angelegt war, wurde jedoch bereits nach acht Monaten, am 26. Februar 2018, vorzeitig beendet.

### Sextuple-Sieger mit dem FC Bayern München
Zur Saison 2019/20 wurde Flick Co-Trainer beim FC Bayern München. Er folgte auf Peter Hermann, der den Verein nach Ablauf seines Vertrages verlassen hatte, und wurde neben Robert Kovač Assistent von dessen Bruder Niko. Nachdem sich der Verein von den Kovač-Brüdern getrennt hatte, übernahm Flick ab dem 4. November 2019 die Mannschaft als Interimstrainer. Zu diesem Zeitpunkt stand der Rekordmeister nach 10 Spieltagen mit 18 Punkten auf dem 4. Platz. Nach Siegen gegen Olympiakos Piräus (Champions League, 2:0) und Borussia Dortmund (Bundesliga, 4:0) bestätigte der Vorstandsvorsitzende Karl-Heinz Rummenigge in der Länderspielpause im November, dass Flick mindestens bis zum Ende der Hinrunde Cheftrainer bleiben würde, bereits am 22. Dezember 2019 verkündete der Verein, mindestens bis Saisonende an seinem Trainer festzuhalten.
Anfang April 2020 verlängerten Flick und der FC Bayern den Vertrag bis Mitte 2023. Flick wurde in der Folge zum ersten Bayern-Trainer, der 22 seiner ersten 25 Pflichtspiele gewann (Guardiola gewann 21 der ersten 25). Mit 32 ungeschlagenen Partien in Folge (davon 31 Siege) und 23 Pflichtspielsiegen nacheinander stellte er mit seinem Team jeweils neue Rekorde im deutschen Profifußball auf. Am 32. Spieltag gewann er mit dem FC Bayern München vorzeitig die 30. Deutsche Meisterschaft. Im Juli 2020 folgte der Gewinn des DFB-Pokal-Finals nach einem Erfolg gegen Bayer 04 Leverkusen, im August 2020 das Finalturnier der Champions League in Lissabon. Nach einem 8:2-Sieg gegen den FC Barcelona im Viertelfinale zog die Mannschaft über Olympique Lyon in das Endspiel ein, in dem Paris Saint-Germain mit 1:0 besiegt und damit zum zweiten Mal nach 2013 das Triple gewonnen wurde. Wenige Tage später wurde Flick zum Fußballtrainer des Jahres gewählt. Im Anschluss an die Saison hatte der Trainer keinen Einfluss auf die Wechsel des vormaligen Stammspielers Thiago und des Ersatzkeepers Sven Ulreich, was sein Verhältnis zu Salihamidžić negativ beeinflusste.
Im September 2020 folgten der Gewinn des UEFA Super Cups und des DFL-Supercups. Im Oktober wurde Flick von der UEFA als Europas Trainer des Jahres ausgezeichnet, womit er zum ersten Preisträger der neu geschaffenen Auszeichnung wurde. Im Februar 2021 folgte der Gewinn der Klub-Weltmeisterschaft, die aufgrund der COVID-19-Pandemie vom ursprünglichen Dezember-Termin in den Februar 2021 verschoben worden war. Das Sextuple hatte vorher nur Pep Guardiola mit dem FC Barcelona im Jahr 2009 gewonnen.
Während der Saison 2020/21 kam es immer wieder zu Meinungsverschiedenheiten mit dem Sportvorstand Hasan Salihamidžić. Flick wurde ab Anfang März 2021 nach der Ankündigung des Bundestrainers Joachim Löw, nach der Europameisterschaft 2021 von seinem Posten zurückzutreten, in der Öffentlichkeit als dessen Nachfolger gehandelt. Nach dem Viertelfinal-Aus in der Champions League gegen Paris Saint-Germain – im DFB-Pokal war der FC Bayern bereits in der 2. Hauptrunde am Zweitligisten Holstein Kiel gescheitert – verkündete Flick nach dem folgenden Bundesligaspiel am 29. Spieltag in einem Interview mit Sky, dem Verein mitgeteilt zu haben, dass er seinen noch bis zum 30. Juni 2023 laufenden Vertrag nach der Saison auflösen wolle. Der Vorstand des FC Bayern München missbilligte Flicks einseitige Kommunikation. Die Vereinsverantwortlichen kritisierten darüber hinaus die selbstständige Kontaktaufnahme ihres Trainers mit dessen potenziellen Wunschspielern, die in ihren Augen unzureichende Berücksichtigung von Nachwuchsakteuren oder die im Vergleich zu den Vorjahren höhere Anfälligkeit für Gegentore. Flick selbst hatte hingegen erneut Probleme mit der Transferpolitik des Vereins, diesmal aufgrund der bereits vor Saisonende feststehenden Trennung von den langjährigen Verteidigern David Alaba und Jérôme Boateng. Zehn Tage nach dem Sky-Interview verkündete der FC Bayern mit der Verpflichtung von Julian Nagelsmann auch die Einigung mit Flick über eine Vertragsauflösung zum Saisonende. Am 32. Spieltag stand der Gewinn der deutschen Meisterschaft fest und somit der siebte Titel innerhalb von rund eineinhalb Jahren unter Flick. Statistisch stellte er mit einer Siegquote von 81 % (70 Siege in 86 Spielen) und einem Schnitt von 2,55 Punkten pro Spiel in allen Wettbewerben jeweils neue Rekorde auf.

### Bundestrainer
Am 1. August 2021 wurde Flick Bundestrainer der deutschen Nationalmannschaft, die zuvor bei der Europameisterschaft 2021 im Achtelfinale ausgeschieden war. Er unterschrieb einen Vertrag bis Mitte 2024, der die Weltmeisterschaft 2022 in Katar sowie die Heim-Europameisterschaft 2024 umfasste, und folgte auf seinen ehemaligen Chef Joachim Löw, der seinen Rücktritt nach 15-jähriger Amtszeit bereits vor der EM bekannt gegeben hatte. Als weiterer Co-Trainer neben Marcus Sorg folgte ihm Danny Röhl vom FC Bayern zum DFB.
Flick gewann seine ersten acht Spiele gegen Liechtenstein (2), Armenien (2), Island, Rumänien, Nordmazedonien und Israel, womit er den Startrekord von Löw (5 Siege) überbot. Die Qualifikation zur WM 2022 wurde mit neun Siegen und einer Niederlage, die noch in die Löw-Amtszeit fiel, erfolgreich abgeschlossen. Anschließend begann im März 2022 die UEFA Nations League 2022/23. Die Gruppenphase beendete die DFB-Elf nach einem Sieg, vier Unentschieden und einer Niederlage hinter Italien und Ungarn sowie vor dem Absteiger England auf dem 3. Platz, womit man sich auch in der dritten Ausgabe des Wettbewerbs nicht für die Finalrunde qualifizieren konnte.
Anfang November 2022 gab Flick den WM-Kader bekannt. Er verzichtete auf Mats Hummels und Robin Gosens, die bei der EM 2021 noch zum Stammpersonal gezählt hatten. Hingegen nominierte er mit den Stürmern Niclas Füllkrug und Youssoufa Moukoko zwei Spieler, die zuvor noch kein Länderspiel absolviert hatten. Zudem kehrte Mario Götze nach fünf Jahren in die Nationalmannschaft zurück. Die Mannschaft verlor ihr Auftaktspiel nach einer Führung noch mit 1:2 gegen Japan. Anschließend folgten ein 1:1-Unentschieden gegen Spanien und ein 4:2-Sieg gegen Costa Rica. Vier Punkte reichten hinter Japan (6) und Spanien (4, aber bessere Tordifferenz) letztlich nicht für das Achtelfinale, womit die Nationalmannschaft nach der WM 2018 erneut in der Vorrunde ausschied.
Der Kicker warf Flick vor, das Spiel gegen Japan „durch die Umstellungen in der Abwehr vor der Partie und seine Wechsel in der zweiten Hälfte“ vercoacht zu haben. Das 1:1 gegen Spanien bezeichnete das Fachblatt als gute Reaktion, warf Flick jedoch vor, an den positiven Erkenntnissen des Spiels nicht festgehalten zu haben. Das Fachblatt stellte die Frage, ob ein Fußballlehrer wirklich haltbar sei, der solch „turnierentscheidenden Fehler“ macht. Flick selbst hatte bereits vor dem Spiel einen Rücktritt bei einem Vorrunden-Aus ausgeschlossen und auf seinen Vertrag bis nach der Heim-EM 2024 verwiesen. Wenige Tage nach dem Ausscheiden trat mit Oliver Bierhoff, der seit 2004 für den DFB tätig und zuletzt Geschäftsführer Nationalmannschaften und Akademie war, ein langjähriger Weggefährte zurück. Flick äußerte dazu: „Meinem Trainerteam und mir fällt im Moment die Vorstellung schwer, wie die durch Olivers Ausscheiden entstehende Lücke fachlich und menschlich geschlossen werden kann.“ Der DFB-Präsident Bernd Neuendorf und Vize-Präsident Hans-Joachim Watzke sprachen Flick daraufhin nach einem gemeinsamen Gespräch das Vertrauen aus, womit dieser Bundestrainer blieb.
Nachdem das erste Spiel nach der WM im März 2023 gegen Peru gewonnen worden war, folgten fünf sieglose Spiele in Folge, darunter vier Niederlagen. Am 10. September 2023 wurde Flick einen Tag nach einer 1:4-Testspielniederlage gegen Japan wegen anhaltender Erfolglosigkeit freigestellt, was ein Novum in der Geschichte der deutschen Fußballnationalmannschaft bedeutete. Mit einer durchschnittlichen Punktequote von 1,72 hatte er nach Erich Ribbeck (1,50 Punkte pro Spiel) den zweitschlechtesten Wert eines Bundestrainers in der Geschichte des DFB. Gleichzeitig war er bis August 2023, als Roberto Mancini saudi-arabischer Nationaltrainer wurde, mit circa 6,5 Millionen Euro Jahresgehalt der bestbezahlte Fußballnationaltrainer weltweit. Als erster deutscher Nationaltrainer stellte er in allen 25 Spielen, von denen 12 gewonnen und sechs verloren wurden, immer eine andere Startelf auf.

### FC Barcelona
Zur Saison 2024/25 übernahm Flick den FC Barcelona als Nachfolger von Xavi. Er unterschrieb einen Vertrag bis zum 30. Juni 2026 und wurde nach Hennes Weisweiler und Udo Lattek der dritte deutsche Barça-Trainer. In seiner ersten Saison gewann er das nationale Triple aus Meisterschaft, Pokal- und Supercupsieg. In der UEFA Champions League scheiterte der FC Barcelona im Halbfinale an Inter Mailand.
Im Mai 2025 verlängerte er seinen Vertrag um ein Jahr bis 30. Juni 2027.

## Titel und Auszeichnungen

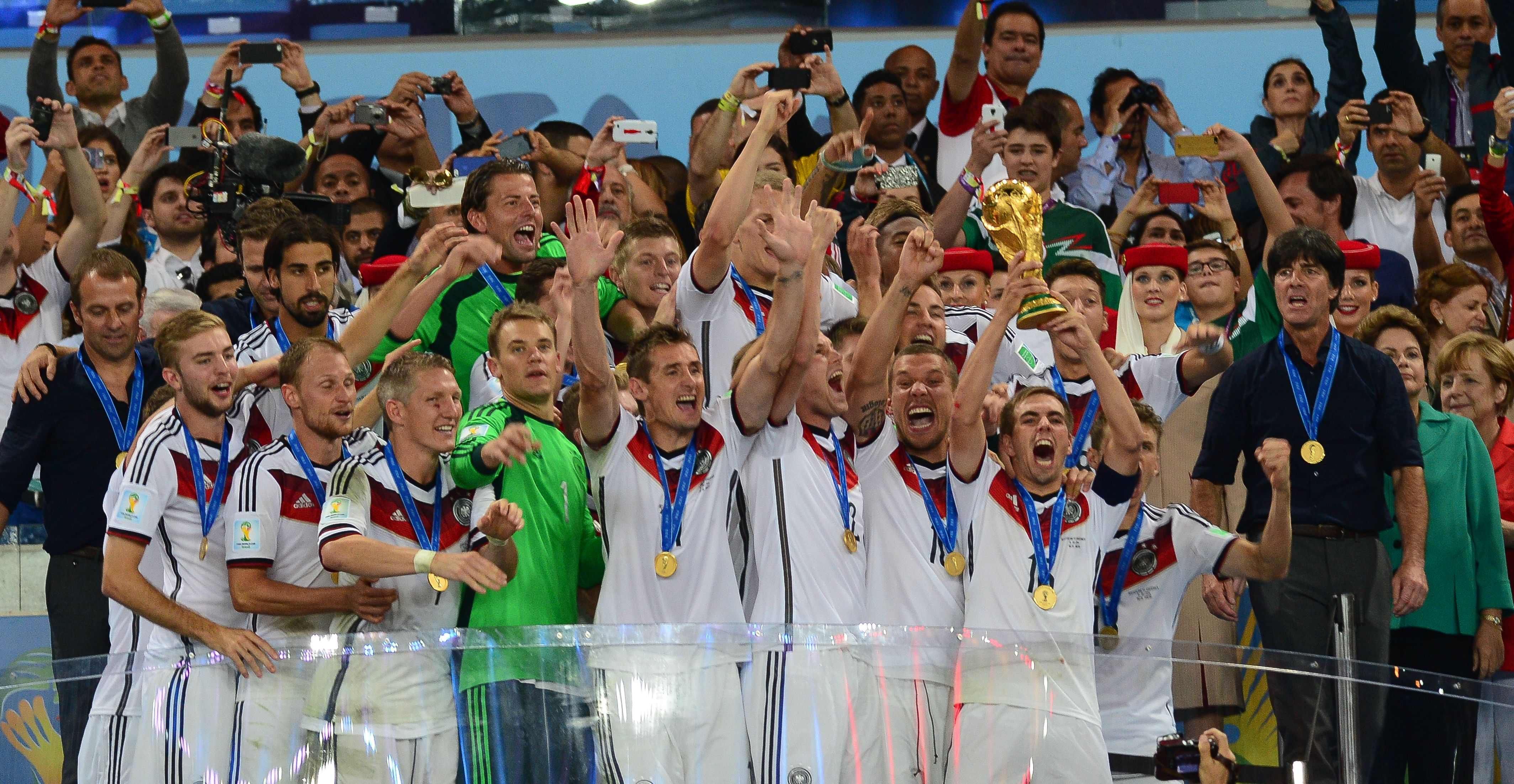
Hansi Flick (links) nach dem Gewinn der WM 2014

### Als Spieler
- Deutscher Meister (4): 1986, 1987, 1989, 1990 (alle FC Bayern München)
- Deutscher Pokalsieger: 1986 (FC Bayern München)
- Deutscher Supercupsieger: 1987 (FC Bayern München)
- Badischer Pokalsieger (2): 1983, 1985 (beide SV Sandhausen)

### Als Cheftrainer
International
- Champions-League-Sieger: 2020 (FC Bayern München)
- Klub-Weltmeister: 2020 (FC Bayern München)
- UEFA-Super-Cup-Sieger: 2020 (FC Bayern München)

Deutschland
- Meister (2): 2020, 2021 (beide FC Bayern München)
- Pokalsieger: 2020 (FC Bayern München)
- Supercupsieger: 2020 (FC Bayern München)
- Meister der Oberliga Baden-Württemberg und Aufstieg in die Regionalliga Süd: 2001 (TSG 1899 Hoffenheim)
- Badischer Pokalsieger (4): 2002, 2003, 2004, 2005 (alle TSG 1899 Hoffenheim)

Spanien
- Meister: 2025 (FC Barcelona)
- Pokalsieger: 2025 (FC Barcelona)
- Supercupsieger: 2025 (FC Barcelona)

Persönliche Auszeichnungen
- VDV-Trainer der Saison: 2019/20
- Kicker: Trainer der Saison 2019/20[43]
- Sport Bild: Trainer der Saison 2019/20[44]
- Deutschlands Trainer des Jahres: 2020[45]
- Europas Trainer des Jahres: 2020
- IFFHS Welt-Klubtrainer: 2020
- World-Soccer-Trainer des Jahres: 2020
- Globe Soccer Award (Bester Trainer): 2020[46]
- Persönlichkeit des Jahres im deutschen Fußball: 2020
- Laureus World Sports Award: 2015 (als Mitglied der deutschen Nationalmannschaft), 2021 (als Mitglied des FC Bayern München)
- Bayerischer Verdienstorden: 2022[47]

## Privatleben
Aufgewachsen ist Flick in der Kurpfalz, in Neckargemünd-Mückenloch, und absolvierte nach der Fachhochschulreife eine Lehre zum Bankkaufmann. Er wohnt mit seiner Familie in Neckargemünds Nachbargemeinde Bammental im Rhein-Neckar-Kreis in Baden-Württemberg, wo er bis 2017 auch ein Sportgeschäft betrieb. 2015 wurde Flick zum Ehrenbürger von Bammental ernannt.
Flick ist verheiratet, hat zwei Töchter und zwei Enkelkinder.

## Soziales Engagement
Flick unterstützt die von Leon Goretzka und Joshua Kimmich gegründete Spendeninitiative We Kick Corona, die mit Blick auf die Coronakrise soziale und karitative Einrichtungen fördert.
Hansi Flick zählt zudem zu den Mitgliedern des Kuratoriums der DFB-Stiftung Sepp Herberger.

## Politisches Engagement
Auf Vorschlag der CDU-Fraktion im Landtag Baden-Württemberg war Flick Mitglied der 17. Bundesversammlung, bei der 2022 Frank-Walter Steinmeier als Bundespräsidenten wiedergewählt wurde.